# Ptilium modestum
Ptilium modestum ist ein Käfer aus der Familie der Zwergkäfer (Ptiliidae). 

## Merkmale
Die Käfer erreichen eine Körperlänge von 0,5 Millimetern und haben einen länglichen, flach gewölbten Körper. Dieser ist gelbbraun gefärbt und sehr fein, kurz und anliegend behaart. Kopf und Halsschild sind gelegentlich etwas dunkler braun gefärbt. Der Halsschild hat nur eine fein angedeutete Mittelfurche, die seitlichen Linien fehlen, die Seiten des Halsschildes sind ab der Basis undeutlich ausgeschweift. Die Deckflügel sind an der Spitze heller gelbbraun durchscheinend. Die Fühler und Beine sind gelb. 

## Vorkommen und Lebensweise
Die Art kommt in Nord- und Mitteleuropa, besonders im Osten vor. In Dänemark, dem Süden Norwegens, Zentralschweden, Finnland und Litauen ist die Art verbreitet, kommt aber nur sehr sporadisch und selten vor. Die Südliche Verbreitung verläuft durch Frankreich und Italien. Die Tiere leben myrmekophil mit Lasius brunneus. Man findet sie in Maulwurfsnestern und an verfaulendem Holz und Pflanzenmaterial.